# فاکس هانت (بازی ویدئویی)
فاکس هانت (به انگلیسی: Fox Hunt) یک بازی ویدئویی به سبک فیلم تعاملی است که توسط ۳ویژن گیمرز توسعه یافته و به‌وسیلهٔ کپ‌کام در سال ۱۹۹۶ برای مایکروسافت ویندوز و پلی‌استیشن منتشر شده است. این بازی یک عنوان تعاملی با عوامل بصری لایو اکشن در ورای فیلم جاسوسی است.

## روند بازی
روند بازی این عنوان متنوع است. در برخی از مکان‌ها بازیکن اتاق‌ها را مورد بررسی قرار می‌دهد و اشیاء را پیدا می‌کند، و در نقاط دیگر او وارد مبارزات و صحنه‌های اکشن می‌شود. در بسیاری از این سکانس‌ها محدودیت زمانی وجود دارد. یک جعبه قرمز در گوشه‌ای از صفحه تلویزیون وجود دارد که بازیکن را هنگامی که نیاز به اقدام رویداد فوری دارد مطلع می‌سازد.